# Marvin Chávez (zapaśnik)
Marvin Chávez Claros (ur. 18 kwietnia 1994 w Santa Cruz) – boliwijski zapaśnik walczący w stylu wolnym. Ósmy na igrzyskach panamerykańskich w 2015 i 2023. Zajął 19 miejsce na mistrzostwach panamerykańskich w 2014. Piąty na igrzyskach boliwaryjskich w 2013, a także na igrzyskach Ameryki Południowej w 2014 i 2018. Srebrny medalista mistrzostw Ameryki Południowej w 2012 i brązowy w 2013 i 2015. Brązowy medalista igrzysk boliwaryjskich w 2017 roku.